# Pisoraca

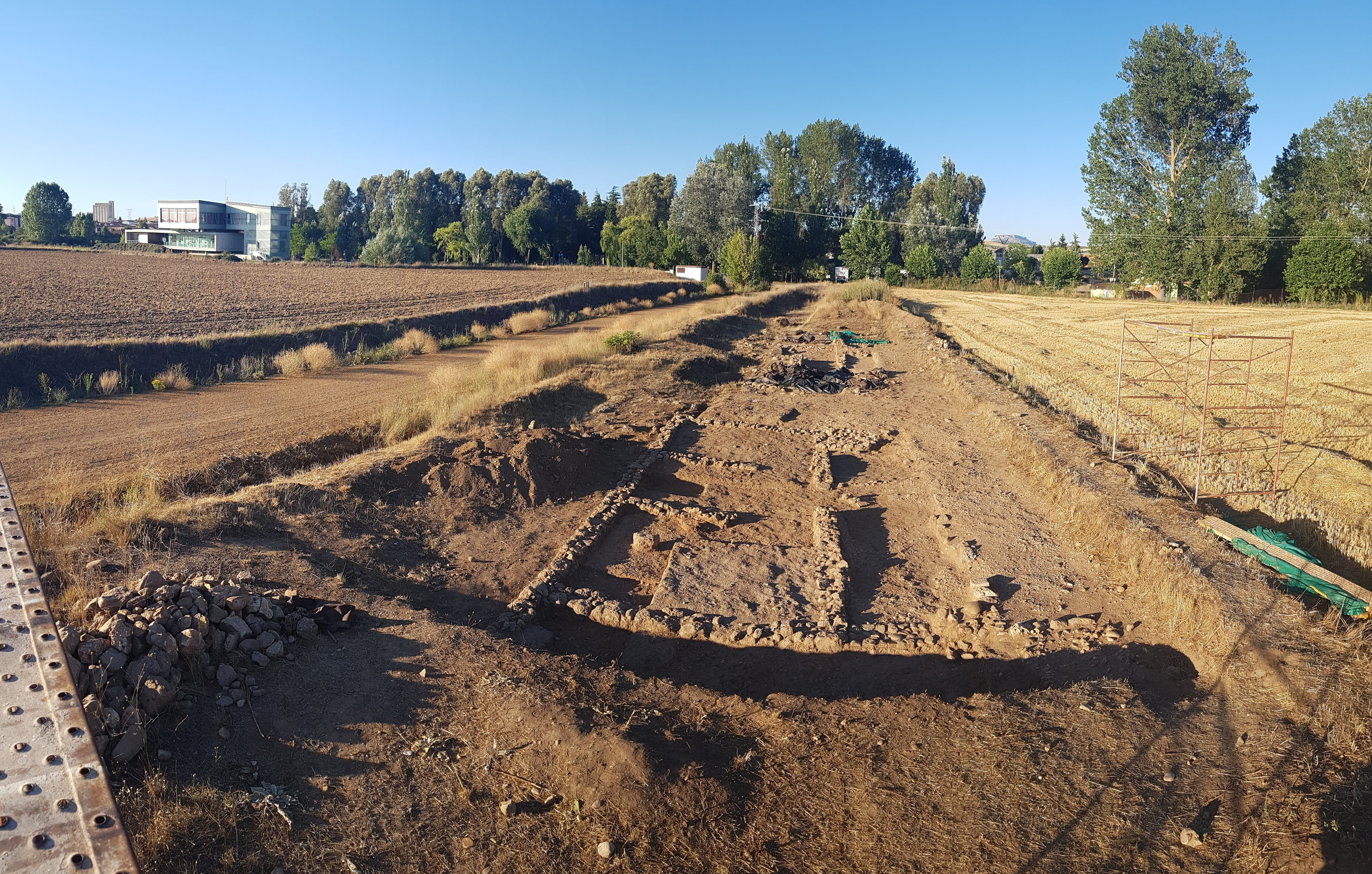
Resultado de la campaña de excavaciones del 2019 en la Cannaba del campamento romano de Pisoraca (Herrera de Pisuerga)

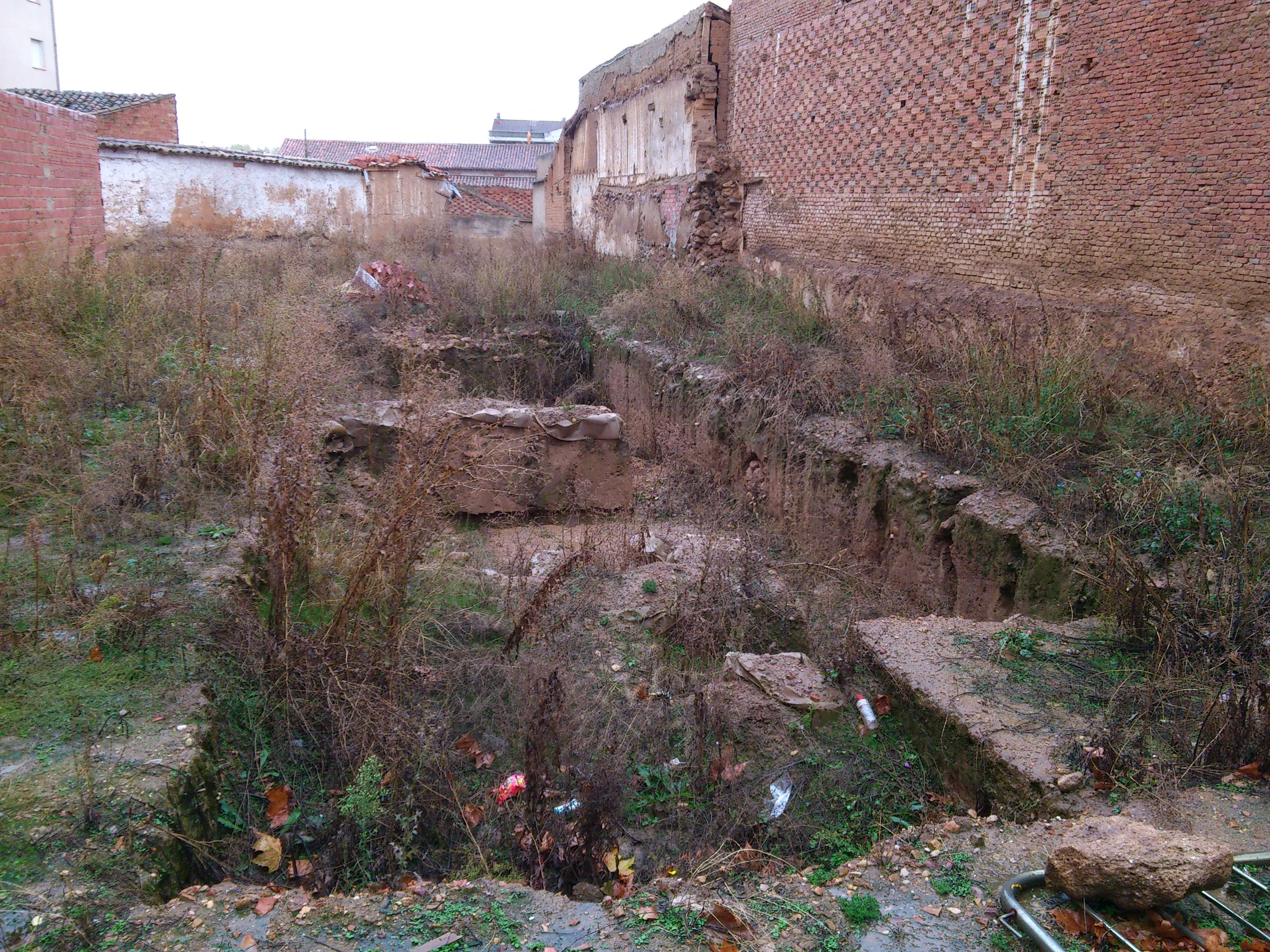
Excavaciones dentro del casco urbano de Herrera de Pisuerga

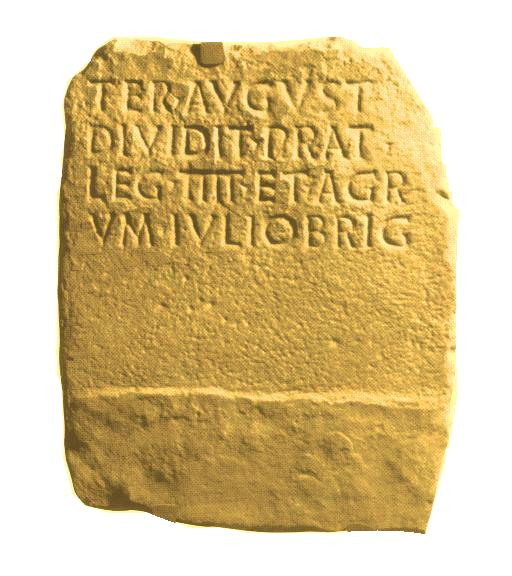
Término augustal encontrado en Valdeolea (Cantabria). Fijaba el límite entre el territorio de la ciudad romana de Iuliobriga y los terrenos de la Legio IIII Macedonica

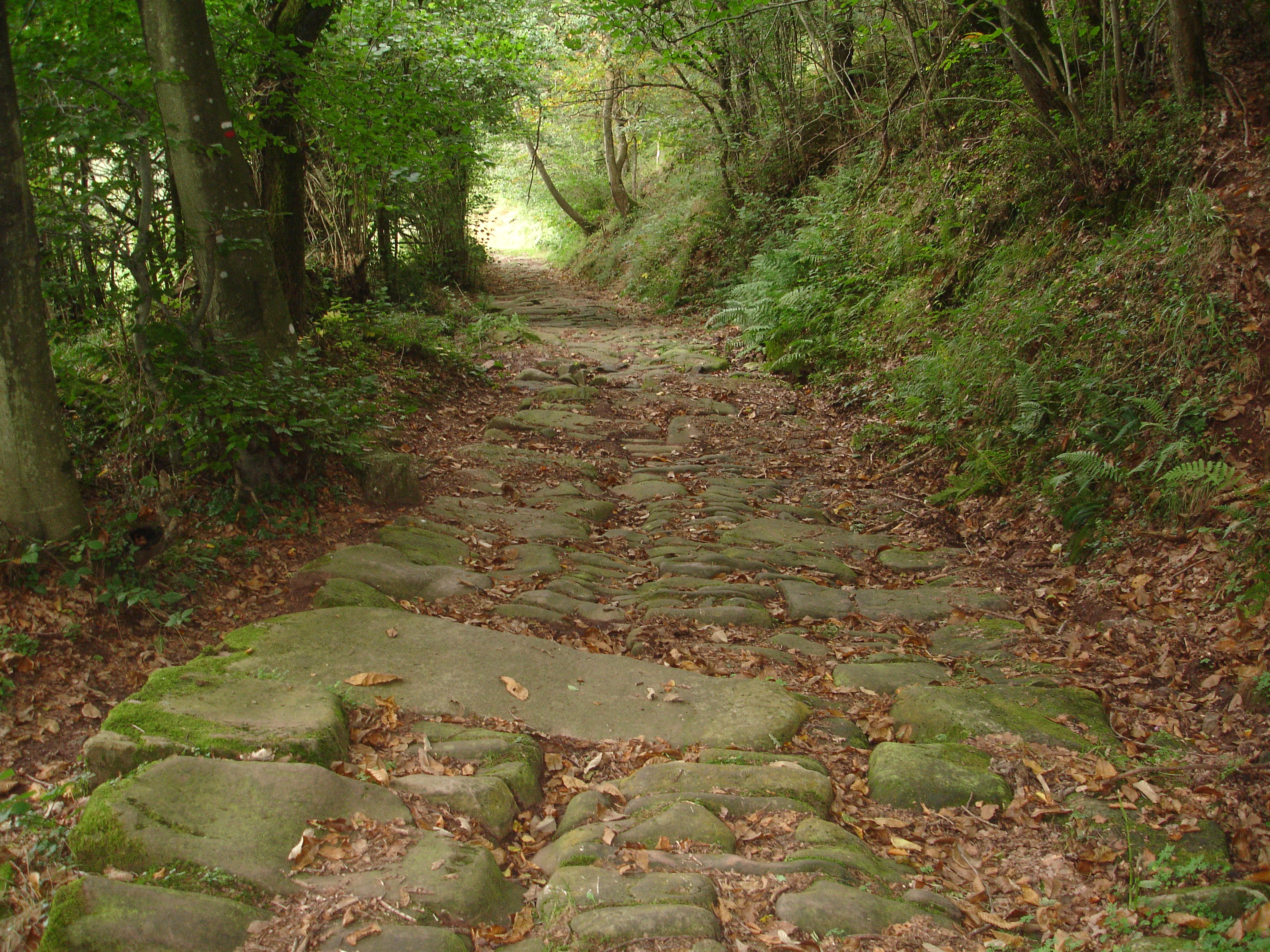
La Calzada romana del valle del Besaya, que unía Pisoraca con Portus Blendium (Suances) —en la costa cantábrica— a su paso por el Valle del Besaya.

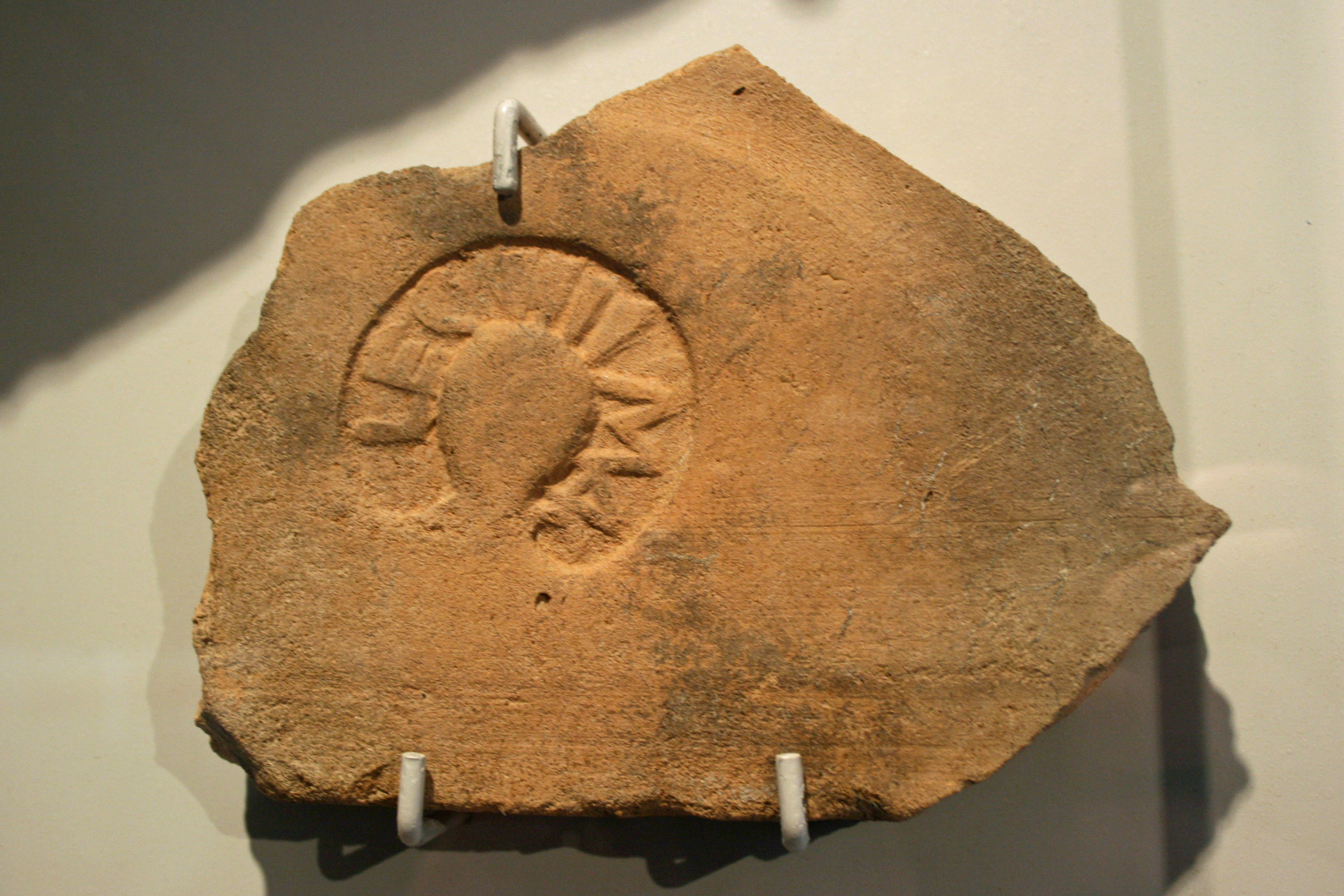
Sello de la Legio IIII Macedonica encontrado en Alemania, una vez las tropas fueron trasladadas a Mogontiacum.

Pisoraca es el nombre de una ciudad, cuyas ruinas se hallan en Herrera de Pisuerga (Palencia) que perteneció en época prerromana, tradicionalmente asociada al pueblo de los turmogos y posteriormente, tras la conquista de Hispania por el Imperio romano, pasó a ser un importante campamento (castrum) para las legiones que, al mando del emperador Augusto, emprendieron las guerras cántabras contra los cántabros y astures del norte de la península. En Pisoraca se acantonó la poderosa Legio IIII Macedonica entre los años 19 a. C. a
40 d. C., antes de su salida de Hispania. Desde 1993, el yacimiento arqueológico está declarado Bien de interés cultural.

## Localización
Los restos de Pisoraca se hallan distribuidos por el casco urbano de Herrera, localidad situada junto al río Pisuerga y el Canal de Castilla, en un punto de paso habitual entre Cantabria y la Meseta Norte, una zona fértil junto a la que discurre la Autovía Cantabria-Meseta y, muy probablemente, a tenor de los últimos hallazgos, la calzada romana Via Legione VII Gemina ad Portum Blendium, descrita en el Itinerario de barro. Su situación geográfica es 42°35′42″N 4°19′49″O / 42.59500, -4.33028.

## Etimología
Pisoraca es, según algunos estudios, una palabra de raíz céltica, justificado esto por su sufijo "aca", similar a "briga", también muy común en esta lengua. También se cree que este primitivo asentamiento da nombre al río Pisuerga, y no al contrario. De esta forma el nombre de Herrera de Pisuerga también procede etimológicamente de Pisoraca.
Según el libro Toponimia Palentina (F. R. Gordaliza, 1993) su origen sería bis-ur-aga, con el significado de "dos ciénagas", quizás en alusión a los dos ríos próximos, el Pisuerga y el Burejo.

## Hallazgos

### Historia del yacimiento
El primer vestigio hallado en Herrera de Pisuerga fue una lápida dedicada por Terentia Nigella a su esposo y a su hijo, encontrada en el siglo XVI. También en este siglo aparecen dos columnas militares erigidas por Tiberio y Nerón.
Fue García y Bellido el primero en intuir la localización del asentamiento legionario de Pisoraca, aunque siempre se decantó más por la zona de Aguilar de Campoo. A raíz de estudios de fotografías aéreas, José Antonio Abásolo y Alberto Balil situaron en Herrera este asentamiento.
Las primeras catas arqueológicas se realizaron en 1982, a cargo de la Universidad SEK (desde 2007, IE Universidad), con la colaboración de la Junta de Castilla y León y el Ayuntamiento de Herrera de Pisuerga.

### Vestigios
Desde entonces se han realizado numerosos hallazgos epigráficos, sobre terra sigillata con el sello de Lucius Terentius, el alfarero propio de la Legio IIII Macedonica, quien se dedicó a fabricar cerámica de tipo aretina para surtir a sus legionarios. También destacan los abundantes hallazgos de objetos de vidrio, fundamentalmente copas y frascos, encontrados durante las excavaciones.
También se encontró una tésera de hospitalidad del año 14, así como monedas de la época de Augusto.
De la época del asentamiento del Ala Parthorum se encontraron materiales de construcción sellados con la figlina de esta unidad, junto con cerámica común, Terra Sigillata Hispánica, vidrio y armas, incluyendo un protector ocular de caballo y algunos restos metálicos de arreos y estribos.
Uno de los últimos hallazgos fue, en julio de 2007, durante unas obras en la Plaza Mayor de la localidad, de unas estructuras que se interpretaron como pertenecientes a la muralla de demarcación del campamento de la Legio IIII Macedonica. En febrero de 2008, estos restos fueron musealizados.
Los hallazgos más antiguos encontrados en Herrera corresponden al año 20 a. C., donde se encuentran gran cantidad de objetos relacionados con los cuerpos de infantería y caballería.

## Historia

### Turmogos
Los restos prerromanos hallados durante las diversas campañas arqueológicas (cerámica, monedas y restos humanos) certifican la existencia de la Pisoraca indígena anterior a la llegada de los romanos. Lo que resulta más complicado es aseverar a qué tribu pertenecía este primitivo asentamiento, pues se encuentra en la confluencia de cántabros, vacceos y turmogos. No obstante, Ptolomeo cita Sisaraca como ciudad turmoga, a los que también alude Floro como murbogos. Sin embargo, ninguna fuente relaciona a Pisoraca con los Vacceos, ni siquiera Enrique Flórez en su estudio de los límites de la Cantabria antigua. Algunos estudios recientes la relacionan con los pueblos cántabros.

### Romanos
Aproximadamente a mediados del s. II a. C., la conquista de Hispania por parte del incontenible Imperio romano alcanzó la zona, datándose la caída de Pisoraca en el 28-29 a. C.. De todas formas, su romanización no llega a ser importante hasta que los romanos deciden utilizarla, por su estratégica situación, como campamento permanente para acometer las guerras cántabras (29 a. C.), ante la tenaz resistencia del pueblo cántabro a su sometimiento.
El emperador Augusto en persona acudió a Hispania (26 a. C.) para asumir el mando del poderoso ejército (unos 70.000 hombres) que desplazó al conflicto. Estableció la Legio IIII Macedonica en Segisama (actual Sasamón, Burgos), siendo Pisoraca lugar de paso obligado en sus ataques a los cercanos castros cántabros de Monte Cildá y Monte Bernorio. Tras la pacificación de la zona, y según los estudios realizados por la IE Universidad, los 6.000 legionarios de la Legio IIII se establecieron en Pisoraca (19 a. C.), adquiriendo esta gran protagonismo, y se mantuvieron allí hasta el 40 d. C., en que partieron hacia Mogontiacum (Germania Superior).
Después, el asentamiento fue ocupado por el Ala Parthorum, una unidad auxiliar de caballería del ejército romano, durante la segunda mitad del s. I, hasta que fue trasladada a Mauretania Caesariensis; y después por la Cohors I Galica Equitata, otra reputada unidad auxiliar que, ya en el s. II, fue también enviada a Mauretania.
El lugar se convirtió en un importante nudo de comunicaciones de salida hacia los puertos cantábricos y para el transporte de esclavos y los cereales de Tierra de Campos hacia Flaviobriga, Portus Blendium y Portus Victoriae. Pisoraca era el comienzo de la Calzada romana del valle del Besaya, que la unía con la villa costera de Portus Blendium (Suances) en Cantabria.

### Visigodos
Con la decadencia del Imperio romano, los pueblos nativos volvieron a asentarse en sus antiguos poblados. A comienzos del s. V, las invasiones germánicas en la península ibérica alcanzan la zona, y Pisoraca se convierte en el s. VI en asentamiento militar de los Visigodos.

## Centro de interpretación
Tras la declaración el 22 de abril de 1993 como Bien de interés cultural, con la categoría de zona arqueológica, del yacimiento de Pisoraca, el ayuntamiento de Herrera de Pisuerga creó, junto con la Dirección General de Patrimonio de la Junta de Castilla y León, el Aula Arqueológica cultura militar, en un gran edificio con patio que ocupaba un antiguo mercado de ganado.
En este centro se recrea la forma de vida de un campamento legionario romano (castrum), así como diversos talleres que dan a conocer las monedas, cerámicas y objetos de la época.
El centro está dividido en dos secciones, por un lado un fragmento de campamento que recrea la vida militar y por otro una calle que muestra la vida civil de los legionarios. La visita se puede completar con una visita a las excavaciones del asentamiento civil y de un horno de cerámica de la época.